# برگ‌پوش
برگ‌پوش یا پرندگان برگی (نام علمی: Chloropseidae) نام یک خانواده از راسته گنجشک‌سانان است.

## گونه‌ها
- - برگ‌پوش فیلیپینی، Chloropsis flavipennis
  - برگ‌پوش گلوزرد، Chloropsis palawanensis
  - برگ‌پوش سبز بزرگ، Chloropsis sonnerati
  - برگ‌پوش سبز کوچک، Chloropsis cyanopogon
  - برگ‌پوش بال‌آبی، Chloropsis cochinchinensis
  - برگ‌پوش جردان، Chloropsis jerdoni
  - برگ‌پوش بورنئو، Chloropsis kinabaluensis
  - برگ‌پوش جلوطلایی، Chloropsis aurifrons
  - برگ‌پوش سوماترا، Chloropsis media
  - برگ‌پوش شکم‌نارنجی، Chloropsis hardwickii
  - برگ‌پوش نقاب‌آبی، Chloropsis venusta